# 6-я резервная авиационная группа
6-я резервная авиационная группа — оперативная авиационная группа в Великой Отечественной войне, созданная для решения оперативных (оперативно-тактических) задач самостоятельно и в составе фронтов во взаимодействии с войсками (силами) и средствами других видов вооруженных сил (родов войск (сил)) в операциях сухопутных войск и военно-морских сил.

## Наименование

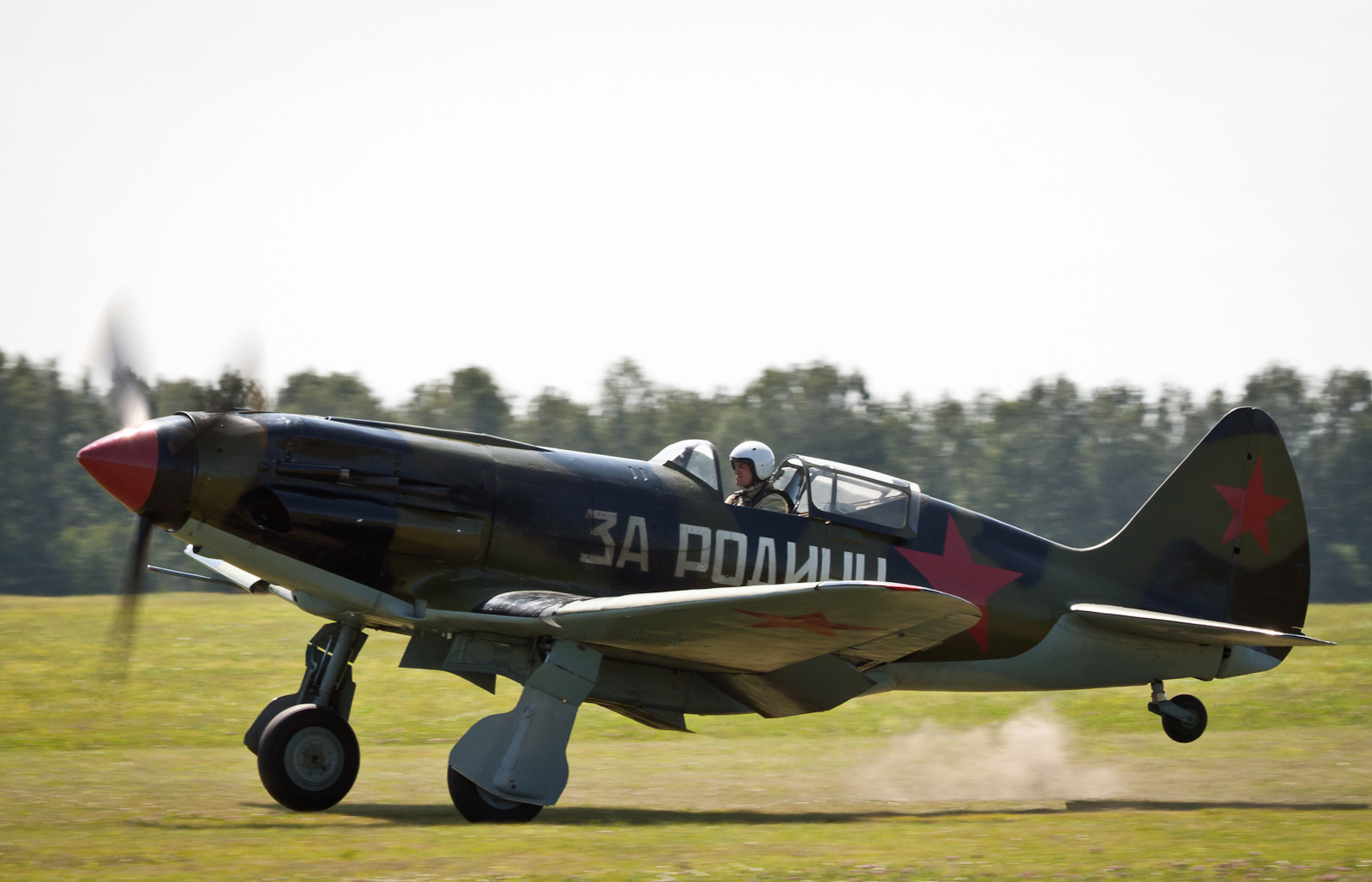
Самолет группы МиГ-3

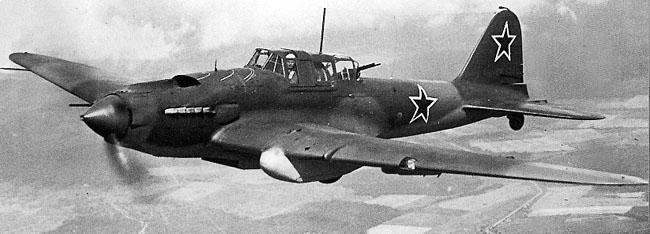
самолет группы Ил-2

- 6-я резервная авиационная группа

## История
Сформирована 2 октября 1941 года на базе 15-й смешанной авиационной дивизии. 3 октября 1941 года управление авиационной группы прибыло в Мценск в состав ВВС Брянского фронта. В полках, вошедших в резервную группу, насчитывалось 75 самолетов МиГ-3, Як-1, Ил-2 и Пе-2.
В первые дни октября авиагруппа бомбила механизированные войска противника в районе Орла, возле города Кромы, прикрывала с воздуха 1-й гвардейский стрелковый корпус генерала Лелюшенко. С 9 по 25 октября 1941 года уничтожали боевую технику и живую силу противника в районе Мценска, Нарышкино, продолжали штурмовать цели в районе Орла, вели воздушную разведку в интересах фронта и Ставки. В конце месяца полки авиагруппы помогали наземным войскам отражать атаки противника уже на подступах к Туле. Авиаторы группы за время участия в боевых действиях произвели 1416 самолето-вылетов, сбросили на врага 79 700 бомб, израсходовали 370 540 снарядов и патронов разных калибров, 566 реактивных снарядов. Экипажи полков за месячный срок уничтожили и повредили 188 самолетов противника, 155 танков и бронемашин, 17 цистерн с горючим, более 400 автомашин.

## Переформирование группы
6-я резервная группа 12 ноября 1941 года на основании Приказа НКО СССР преобразована в 146-ю смешанную авиационную дивизию.

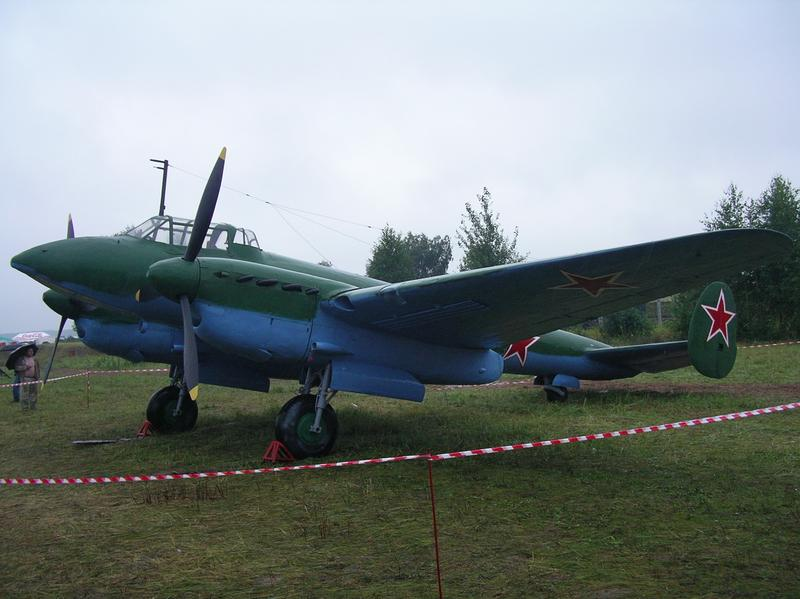
Самолет группы Пе-2

## В действующей армии
В составе действующей армии:
- с 3 октября 1941 года по 10 ноября 1941 года.

## Состав
- 42-й истребительный авиационный полк (с 02.10.1941 по 07.11.1941, выведен с фронта на переучивание и доукомплектование)[4];
- 425-й истребительный авиационный полк (с 3.10.1941 г. по 11.10.1941)[4];
- 509-й истребительный авиационный полк (с 3.10.1941 г. по 15.11.1941)[4];
- 74-й штурмовой авиационный полк (с 3.10.1941 г. по 11.11.1941)[5];
- 299-й штурмовой авиационный полк (с 3 по 19.10.1941 г.);
- 130-й бомбардировочный авиационный полк (с 5 октября по 12 ноября 1941 года);
- 244-й бомбардировочный авиационный полк (вошел в состав 02.10.1941 г., 20 Пе-2. 11.11.1941 г. убыл на доукомплектование в тыл)[6].

## В составе соединений и объединений
| Период        | Фронт (округ)     | армия              | примечание     |
| ------------- | ----------------- | ------------------ | -------------- |
| 03.10.1941 г. | Брянский фронт    | ВВС фронта         |                |
| 10.11.1941 г. | Брянский фронт    | ВВС фронта         |                |
| 12.11.1941 г. | Резерв Ставки ВГК | авиация Ставки ВГК | расформирована |

## Участие в операциях и битвах
- Битва за Москву:
  - Орловско-Брянская операция — с 6 октября 1941 года по 23 октября 1941 года.
  - Тульская оборонительная операция — с 24 октября 1941 года по 7 ноября 1941 года.

## Командир группы
- генерал-майор авиации Александр Афанасьевич Демидов

### Начальник штаба группы
- Дземешкевич Адам Станиславович